# Губернатор Арубы
Губернатор Арубы — представитель на Арубе монарха Нидерландов. В обязанности губернатора входит: представление и охрана общих интересов королевства Нидерландов и является главой правительства Арубы.

## Полномочия
Губернатор подотчетен правительству Королевства Нидерландов. Как глава правительства губернатор неприкосновенен, ответственность несут министры. Губернатор не имеет политических обязанностей и не является частью кабинета министров. При формировании кабинета важную роль играет губернатор, который назначается монархом сроком на шесть лет. Этот срок может быть продлен на ещё на один шестилетний срок. Губернатора поддерживает Консультативный совет, состоящий как минимум из пяти членов, назначаемых губернатором, которые консультируют его по проектам государственных постановлений, государственных указов, законов королевства и общих административных распоряжений.

## Список губернаторов
1 января 1986 года Аруба получила специальный статус. До этой даты губернатор Нидерландских Антильских островов был представлен на Арубе вице-губернатором.
| № | № | Фото | ФИО (дата рождения–смерти) | Срок полномочий | Срок полномочий      |
| - | - | ---- | -------------------------- | --------------- | -------------------- |
|   | 1 |      | Фелипе Тромп (1917—1995)   | 1 января 1986   | 12 марта 1992        |
|   | 2 |      | Олиндо Колман (1942)       | 12 марта 1992   | 11 мая 2004          |
|   | 3 |      | Фредис Рефуньол (1950)     | 11 мая 2004     | 31 декабря 2016 года |
|   | 4 |      | Альфонсо Бекхудт (1965)    | 1 января 2017   | по настоящее время   |